# Modelo causal de Rubin
El modelo causal de Rubin (RCM, por sus siglas en inglés) también conocido como modelo causal de Neyman-Rubin es un acercamiento al análisis estadístico de la causa y el efecto en el marco de salidas potenciales (contrafactuales). Debe su nombre a Donald Rubin. Originalmente el nombre "modelo causal de Rubin" fue puesto por un compañero de estudio de Rubin, Paul W. Holland. El marco de salidas potenciales fue primeramente propuesto por Jerzy Neyman en su tesis de Maestría de 1923, sin embargo en ese trabajo la propuesta era para el contexto de experimentos puramente azarosos. Rubin, junto con otros estadísticos expandieron el modelo a un marco mucho más potente de manera de poder incluir causalidad en los casos de estudios observacionales y cuasiexperimentales. 

## Introducción
El marco de salidas potenciales de Neyman está basado en la idea de salidas potenciales y el mecanismo de asignación: Cada unidad tiene diferente potencial de salida de acuerdo a una determinada asignación condicional. Las salidas potenciales están expresadas bajo la forma de declaraciones contrafácticas condicionales que establecen que va a suceder sujeto a la previa ocurrencia de un evento. Por ejemplo, una persona tendría un determinado ingreso a los 40 años si fue a un colegio privado diferente al ingreso que tendría a los 40 años si fue a un colegio público. Para calcular el efecto causal de ir a un colegio privado en vez de a un colegio público el investigador tendría que poder ver los ingresos del individuo en los dos futuros alternativos. Pero es imposible ver los dos ingresos a la vez, uno de los dos siempre permanece oculto. Esto se conoce como "el problema fundamental de la inferencia causal". Los experimentos al azar funcionan asignándole a las personas distintos tratamientos al azar (siguiendo el ejemplo, colegios públicos y privados). Como la asignación fue al azar, los grupos tendrían que ser (en promedio) equivalentes. De esta forma la diferencia en el ingreso a la edad de 40 años puede ser atribuida a la asignación del atributo (colegio público o privado) ya que esta es la única diferencia entre los dos grupos. El mecanismo de asignación es la explicación de asignarle a unos individuos tratamiento, y a otros control. 
Rubin, junto a algunos colaboradores como, por ejemplo, Cochran, llevaron este enfoque a un marco mucho más poderoso para evaluar la causalidad en datos observados.